# 扎爾卡河
扎尔卡河（烏克蘭語：Жарка）是一条烏克蘭境内的河流，位於該國北部。

## 水文
扎尔卡河屬於伊爾平河的支流，發源自日托米爾州一個叫季溫的村落。扎尔卡河流經日托米爾州和基輔州。河道全长为14公里，斜度为每公里平均下降2.7米。